# Национални парк Бузулукшки бор
Национални парк Бузулукшки бор (рус. Национальный парк Бузулукский бор) је један од млађих националних паркова Русије. Парк обухвата Бузулукшку борову шуму, која је највећа шума изолованих високих борова на свету. Око парка преовлађују степе, на Руској равници, источно од реке Волге и западно од подножја Урала. Ова локација парка чини га важним стаништем за научно истраживање и налази се на почетку подручја за управљање шумама у Русији.
Национални парк Бузулукшки бор налази се на 112,6 km источно од града Самаре и 15 km западно од града Бузулука у Оренбуршкој области. Површина читавог парка износи 1067,88 km², а већи део отпада на шумска подручја. Парк се простире преко Самарске и Оренбуршке области подједнако. Статут националног парка добио је 9. јануара 2008. године, а пре тога је био подручје управљања шуме, основано почетком 19. века.

## Топографија
Парк се на југу граничи са реком Самаром, а са других страна окружен је степама. Кроз Бугзулукшку шуму тече река Боровка, југозападно кроз средину шуме, пре него што се улије у реку Самару, на јужном крају. Током поплава, река Боровка се поприлично излије и тако напаја водом потоке и језера у парку.
Парк се налази на простору палеоарктичке зоне, Понтијско-каспијских степи, а обухватају га и предели саване. Сама шума је због своје околине добро очувана и садржи велики број четинарских и листопадних стабала.

## Клима
У националном парку преовлађује континентална клима, са топлим летима и хладним зимама. Климу у парку карактерише велике разлике између средње годишње температуре ваздуха у зимском периоду. У јануару просечна температура је -13,8 °C, док током лета у јулу месецу, просечна температура износи 20,4 °C. Просечна количина падавина је 530 мм годишње, док је просечна дужина задржавања снежног покривача 169. дана и обично траје од средине новембра до средине априла.
Због окружености сувих степа, шума ствара посебну мезоклиму у њеној околини
Студије су показале да околна регија националног парка доживљава ниже температуре, има влажније земљиште, већу разноликост вегетације и већу покривеност шума. Око ефекти се јављају до 20 км од ивице националног парка.

## Историја
До почетка 19. века на овом подручју налазио се велики број мочвара, које су се исушиле и на месту њих данас се налазе шуме.
Редовно управљање шумама започето је крајем 18. века, а Центар за експериментално шумарство на овом простору настао је 1903. године, када су на овом простору кренули да се одвијају експерименти и испитивање шумске средине. На територији ове шуме функционисао је државни резерват. Дана 9. јануара 2008. године, на основу наредбе Владе Руске Федерација бр. 709-р "О успостављању Националног парка Бузулукшки бор", овај парк је добио статус савезне државне институције, постао национални парк и пребачен је у Федералну службу за надзор.
Јака олуја задесила је парк 2010. године и срушила готово 10% свих борова у шуми. На простору шуме је 20. јуна 2013. године настао велики шумски пожар, 90.1 хектар шуме је оштећен, евакуисано је 200 становника околног села. Штета је износила 1,16 милијарди рубаља.
Парк лежи на великим количинама нафте, чија екстрактација је спроведена у у периоду од педесетих до седамдесетих година прошлог века. Због несреће која се догодила 1971. године дошло је до прекидања даљег бушења у потрази за нафтом. У парку тренутно има око 160 локација у којима се може црпети нафта, а постоје предлози да се поново почне са радом и истраживањем у тој области.

## Туризам
На простору парка постоје планинске стазе и адекватно опремљена места за камповане. Развој и градња у парку је забрањена, као и извлачење природних ресурса и изградња магистралних путева. Лов и риболов су строго забрањени у парку, као и коришћење моторних возила.

## Биљни и животињски свет
У оквиру парка налази се бора шума, која је највећа шума изолованих високих борова на свету. Поред четинарских, у парку постоји велики број листопадних дрвећа. Због свог разноликог подручја, на којем се налазе шуме, степе и мочварна подручја, као и због разноликости и великог броја биљних врста, подручје парка настањује 55 врста сисара као што су веверица, хрчак, лисица, вук, дабар, ласице и многе друге врсте. Од великих копитара у парку са настањени лос, вапити, дивља свиња и срна. Једна од најкориснијих животиња у парку је јазавац, који сваки дан поједе велики број ларви, које се хране боровима. Даброви су се у парку поново појавили после дужег времена, осамдесетих година 20. века и изградили велики број брана у рекама и језерима парка. На простору шуме пописано је седам врста слепих мишева, као и велики број птица, које мигрирају током зимских месеци.
У парку је пописано 155 врста птица, укључујући и грабљивице као што су орао и јастреб.